# 나치즘
민족사회주의(民族社會主義, 독일어: Nationalsozialismus 나치오날조치알리스무스[*], 독일어 발음: [nat͡si̯oˈnaːlzot͡si̯aˌlɪsmʊs]) 또는 국민사회주의(國民社會主義), 국가사회주의(國家社會主義)는 인종주의 및 반유대주의와 결합한 나치당 특유의 전체주의 사상이다. 오늘날에는 본래 멸칭이었던 나치즘(영어: Nazism)이라는 이름으로 흔히 일컬어진다.
나치즘은 파시즘과 인종주의를 조합한 사상이며, 그를 뒷받침하는 우생학을 필두로 한 전체주의 사상의 일부이다. 국가사회주의의 이념은 나치 독일의 국가사회주의 독일 노동자당이 실행했다. 독일에서 최초로 발생한 원류 나치즘은 파시즘 이론을 포함하고 독일의 우익 민족주의를 배경으로 한 인종주의적 논리에 그 뿌리를 두고 있었다.
현대의 신나치주의는 단순히 단일 민족으로 구성된 사회를 지지하거나 과격 민족주의 운동을 실행하는 이념으로 나타난다. 신나치주의는 나라마다 차이가 있으며 여러 사회학적인 요소가 복합되어 있는 현상인데, 외국인 노동자와 타 인종을 혐오하는 인종주의, 실업자와 비주류 세력의 사회적인 불만, 그리고 폭력적인 방법론이 특징적이다.

## 개요
나치즘은 생물학적 인종차별과 반유대주의가 섞인 독특한 전체주의였다. 1차 세계대전 후 독일에서는 극우 인종 차별적인 독일민족주의운동과 폭력적인 반공산주의자들이 공산혁명 봉기들에 반대해 싸우기 위해 프랑크푸르트에서 준군사문화를 기초로 하였다.
이 이념은 당원들이 공산주의를 멀리하고 극우인종주의를 도입하기 위해서 안톤 드렉슬러와 아돌프 히틀러에 의해서 제시됐다.
나치는 히틀러와 그를 추종하는 자들에 의해 만들어진 정치 집단이었으며, 국가사회당의 정치적 성격은 좌익도 우익도 아닌 집단이라는 의견도 있다. 나치는 우수한 인종이 지배하는 동안 사회적 열등요소를 제거하는 것을 권리이자 목표로 간주하였다.
초기 나치 정치적인 계획은 반기업주의, 반공주의 그리고 반자본주의 수사학으로 맞추어졌다. 나중에 1930년대 산업소유주들이 나치를 지원하면서 전략 포커스는 반유대주의와 반마르크스 주제들로 바뀌었다. 나치즘은 정치적인 폭력과 군국주의와 전쟁을 촉진시켰고 정치는 전투라는 생각을 하였다.
나치는 그들에게 반대하였던 특정 공산주의자들, 유대인들 그리고 사회민주주의자들에게 폭력적인 공격을 하기 위해 그들의 준군사적인 조직인 돌격대를 활용하였다. 히틀러와 나치스는 솔직하게 "중앙유럽은 레벤스라움(생활권)이다. 독일개척자들을 위해 위대한 대단한 게르만인의 영역을 창조하게 될 것이다."라는 독일 영토 팽창주의를 홍보하였다.

## 인종
나치즘은 다른 인종에 대한 아리아인(게르만인)의 우수 혈통을 주장하였다. 아리아인이 다른 모든 인종의 주인이라는 우위를 지지하였다. 나치는 세계 인류의 진보는 아리아 인종의 순수 혈통과 타고난 재능을 다른 인종으로부터 보호해야한다고 하였다. 그들의 주장에 따르면 유대인들이 말로 아리아인을 위협한다고 한다. 그들은 유대인과 같은 자본주의로의 자기 보존을 확보하기 위해 다양한 이념 계몽주의, 산업화, 자유주의, 마르크스, 민주주의, 그리고 무역 연합주의와 그 외 기생인종이 달라붙을 것을 염려했다. 순결한 아리아 인종을 유지하기 위해 나치는 유대인, 집시, 그리고 육체적 및 정신적 장애인을 제거했다. 다른 그룹은 "타락"으로 간주하고 박멸을 위한 대상으로 하지 않은 사람 동성애자, 여호와의 증인, 프리메이슨, 정치적 반대파들은 나치 정부에 의해 제거치료(exclusionary treatment)를 받았다.

## 이론
나치즘은 보편적인 평등주의를 배격하고 우수성과 재능에 기반 하는 계층과 계층이 겹쳐진 경제 시스템 그리고 개인 재산, 계약의 자유를 유지하고 계급갈등을 초월 하는 국민결속을 홍보하였다. 독일민족사회주의의 본질은 우수한 혈통으로 태어난 건장한 독일 청장년들이 본질이라고 주장하였다. 이 민족주의는 아리아의 피를 이어받은 자들에게는 평등한 기회를 제공하고 공정한 법치를 하였다. 그러나 아리아인외의 인종은 지구에서 존재할 자격이 없으므로 그러한 공정함이 적용되지 않는다. 나치는 파업과 고용자에 의한 사무실 폐쇄가 국민 화합에 반하는 것으로 보고 이를 불법화하였으며 국가에 의한 임금 및 급여 수준 설정의 승인 과정을 통과시켰다.

## 종교와의 관계
프레드릭 호페트(M. Frederic Hoffet)는 "히틀러, 괴벨스, 힘러, 그리고 나치당의 주요 인사들은 모두 가톨릭 교도들이었다. 이는 우연한 일이 아니다. 그것은 그들이 종교 지도자였기 때문이며, 민족 사회주의 정신은 일찍이 독일 가톨릭교회가 가지고 있었던 것이었다. 민족 사회주의와 가톨릭 제도간의 유사성은 선전 방법과 당조직을 살펴 보면 잘 알 수 있다. 그 문제에 있어서는 괴벨스만큼 뛰어난 업적을 자랑하는 자도 없다. 그는 예수회 대학에서 교육을 받았고 문학과 정치학에 전념하기 전엔 신학도였다. 그의 저서는 페이지마다, 줄마다 주인에 대한 충성을 가르치고 있다. 그래서 그는 진실을 외면하고 복종을 강요하고 있다. 그는 '어떤 거짓은 우리의 양식만큼이나 유용하다.'라고 이냐시오 데 로욜라가 저서에서 주장한 도덕적 상대주의를 이어 받아 주장하였다."
주요 상징으로 갈고리 십자기인 하켄크로이츠(독일어: Hakenkreuz)가 있는데, 이는 불교에서 만자가 "아름답고 행복한 상징"을 뜻하듯이 방향이 반대이지만 "아름답고 행복한 상징"을 뜻한다.

## 아돌프 히틀러와의 관계
아돌프 히틀러에 의해 지도된 민족사회주의 독일 노동자당(독일어: Nationalsozialistische Deutsche Arbeiterpartei, 일반적으로 독일어: NSDAP 또는 나치당으로 불린다)의 공식 이념이었다. "나치즘"이라는 표현은 1933년과 1945년 사이에 들어선 나치 독일 독재 정권 (제3제국)과 관련하여 사용되며 독일어 나치오날(National)의 나치(Nati·Nazi)에서 유래하였다. 나치즘의 지지자들은 이른바 독일인이 대표라고 주장한 ‘아리아 인종’이 타 인종보다 우월하다고 주장하며 ‘게르만인’의 우월성과 강력한 중앙집권적 국가를 지지하였다.

## 같이 보기
- 국가사회주의
- 민족주의
- 파시즘
- 네오나치
- 스킨헤드
- KKK단
- 반나치법
- 랫라인(쥐구멍 라인)
- 페이퍼클립 작전
- 나치 사냥꾼